# Scopula obscurata
Scopula obscurata är en fjärilsart som beskrevs av Skala 1913. Scopula obscurata ingår i släktet Scopula och familjen mätare. Inga underarter finns listade.